# Phrixothrix vivianii
Phrixothrix vivianii är en skalbaggsart som beskrevs av Wittmer 1993. Phrixothrix vivianii ingår i släktet Phrixothrix och familjen Phengodidae. Inga underarter finns listade i Catalogue of Life.